# Llàgrima
Les llàgrimes són un líquid produït pel procés corporal de la lacrimació (o simplement de plorar) per a netejar i lubricar l'ull.
Intervenen fonamentalment en l'òptica ocular i en el funcionament normal del globus ocular i de les seves estructures. La llàgrima s'adossa com una capa líquida a l'ull. Qualsevol alteració de la llàgrima influeix en l'agudesa visual. La funció metabòlica és la de portar oxigen a través de la capa hídrica (en portar lentilles l'oxigen pot arribar malament). La funció bacteriostàtica va a càrrec del lisozim i la gammaglobulina que porta la llàgrima les quals desfan la paret dels bacteris.
Com a funcions secundàries hi ha l'absorció de raigs ultraviolats de la llum solar, la humectació del nas, arrossegar petits detritus i cossos estranys en moure les parpelles.
Les emocions fortes com la pena o l'extrema felicitat poden portar a plorar. El procés de badallar també pot portar a lacrimar. malgrat que molts animals terrestres mamífers tenen un sistema lacrimal que funciona per a netejar i mantenir humits els ulls o en resposta a altres estímuls, generalment s'accepta que els humans són els únics animals que emeten llàgrimes a causa de les emocions. Estudis recents suggereixen que els elefants, els goril·les i fins i tot els camells també ploren.

## Composició
- Aigua (98,3%).
- Té un gran contingut de glucosa. En algunes patologies la proporció de glucosa de la llàgrima és semblant a la del plasma sanguini.
- Proteïnes: albúmina, globulina i lisozim (que té capacitat antimicrobiana). La quantitat de proteïnes disminueix davant una inflamació i altres causes com són la del llagrimeig continu.
- Altres substàncies: mucílag, lípids, lactoferrina, lipocalina, lacritina, urea, sodi i potassi.

## Trajecte
El trajecte de la llàgrima es divideix en dues parts: secreció i drenatge.
La secreció de la glàndula lacrimal es fa mitjançant dues porcions que hi estan comunicades: la part superior (o porció orbitària) i la part inferior (o porció palpebral, és a dir de la parpella).
La llàgrima passa a través d'uns conductes o canalículs que drenen al fons del sac superior, altrament dit fòrnix de la conjuntiva.
Una vegada a còrnia, la llàgrima s'estén per la cara interna de la parpella, aportant-li oxigen i nutrients.
En el sistema de drenatge, la llàgrima entra a través de dos punts o orificis lacrimals superiors i inferiors, per on passa la llàgrima als conductes lacrimals que s'uneixen en la carùncula. Després d'això. la llàgrima passa a una cavitat anomenada sac lacrimal, i d'aquesta passa al conducte làcrimo-nasal que drenara al meat inferior de la fosa nasal al nas. Aquest és el motiu que explica per què en plorar ens moquem les nostres pròpies llàgrimes.

## Tipus
N'hi ha tres:
- Llàgrimes basals que fan la lubricació contínua i protegeixen els ulls d'infeccions.
- Llàgrimes reflectives com quan s'irrita l'ull (per tallar cebes, per exemple) o amb il·luminacions excessives i també quan es vomita.
- Llàgrimes per emocions, que poden ser negatives o positives. Aquestes llàgrimes tenen una composició química diferent de les llàgrimes basals i les reflectives, ja que contenen més hormones basades en proteïnes com la prolactina, hormones adrenocorticotròpiques, leucina enquefalina (una hormona natural eliminadora del dolor).

### Artificials
Es tracta de solucions salines hipotòniques o isotòniques, que també contenen substàncies que allarguen la permanència de la llàgrima sobre la superfície ocular, o bé prevenint l'evaporació de la llàgrima o bé mantenint la viscositat ocular. Cap llàgrima artificial reprodueix amb exactitud les propietats de les llàgrimes naturals. El mecanisme exacte pel qual actuen les llàgrimes artificials no es coneix amb certesa. Se n'han invocat les propietats lubrificants, de reemplaçament dels constituents de la llàgrima natural, la reducció de l'osmolaritat, la dilució de les substàncies proinflamatòries (que provoquen inflamació) o una combinació de tot plegat.